# Ernst Larsen
Martin Ernst Larsen (24. februar 1910 i København-20. maj 1971 i København) var en dansk atlet.
Ernst Larsen var hele karrieren medlem af AIK 95 i København. Han deltog ved OL 1936 i Berlin og deltog i stangspring, hvor han blev nåede en 17 plads med 3,80. Han deltog også på EM 1938 i Paris, hvor han blev nummer 9 på 3,70. Han vandt ni danske mesterskaber i stangspring, to i tikamp og et i højdespring.
Efter Karrieren forlod han AIK 95 og blev den 1. april 1944 træner i Odense.
Hans søn Richard Larsen vandt samme mesterskab i stangspring ti gange i årene 1953-63.

## Internationale mesterskaber
- 1938 EM Stangspring 9.plads 3,70
- 1936 OL Stangspring 17.plads 3,80

## Danske mesterskaber
- Bronze 1943 Stangspring 3,75
- Guld 1941 Stangspring 3,95
- Sølv 1940 Stangspring 3,80
- Guld 1939 Stangspring 3,85
- Guld 1938 Højdespring 1,80
- Guld 1938 Stangspring 3,75
- Guld 1937 Stangspring 3,75
- Guld 1936 Stangspring 3,80
- Guld 1936 Tikamp 5659
- Guld 1935 Stangspring 3,70
- Guld 1934 Stangspring 3,70
- Guld 1933 Stangspring 3,80
- Guld 1933 Tikamp 6371,820
- Bronze 1933 110 meter hæk 16,1
- Guld 1932 Stangspring 3,60
- Bronze 1931 Stangspring 3,60
- Sølv 1928 Stangspring 3,60
- Bronze 1927 Stangspring 3,60

## Personlige rekorder
- Stangspring: 4,107 (1936) Dansk rekord

Højdespring: 1,85
- Tikamp: 6371,820[1] (gamel pointtabel) 1933 Dansk rekord
  - Serie: 11,4-6,07-10,25-1,78-55,1/17,0-28,38-3,80-40,50-5,38,5